# Tingkem Benyer
Tingkem Benyer is een bestuurslaag in het regentschap Bener Meriah van de provincie Atjeh, Indonesië. Tingkem Benyer telt 338 inwoners (volkstelling 2010).